# Tunuyán
Tunuyán ist eine Stadt im Westen der Provinz Mendoza, Argentinien, am Westufer des Tunuyán-Flusses, 80 km südlich der Provinzhauptstadt Mendoza und 100 km östlich der chilenischen Grenze. Sie hat 49.132 Einwohner und ist der Hauptort des Departements Tunuyán. Zusammen mit dem Departement Tupungato und dem Departement San Carlos bildet sie die Region „Valle de Uco“, die in der argentinischen Weinindustrie für ihre bedeutenden und modernen Weinberge und Weinkellereien bekannt ist. Investitionen seit der Jahrtausendwende, die durch die Kombination von Klima, Boden und Höhenlage angezogen wurden, haben das Gebiet umgestaltet und es zu einer der wichtigsten Regionen Argentiniens gemacht, wenn es um die Produktion von Qualitätsweinen und den damit verbundenen, von Kennern geschätzten Weintourismus geht.

## Söhne und Töchter der Stadt
- Nicolino Locche (1939–2005), Boxer

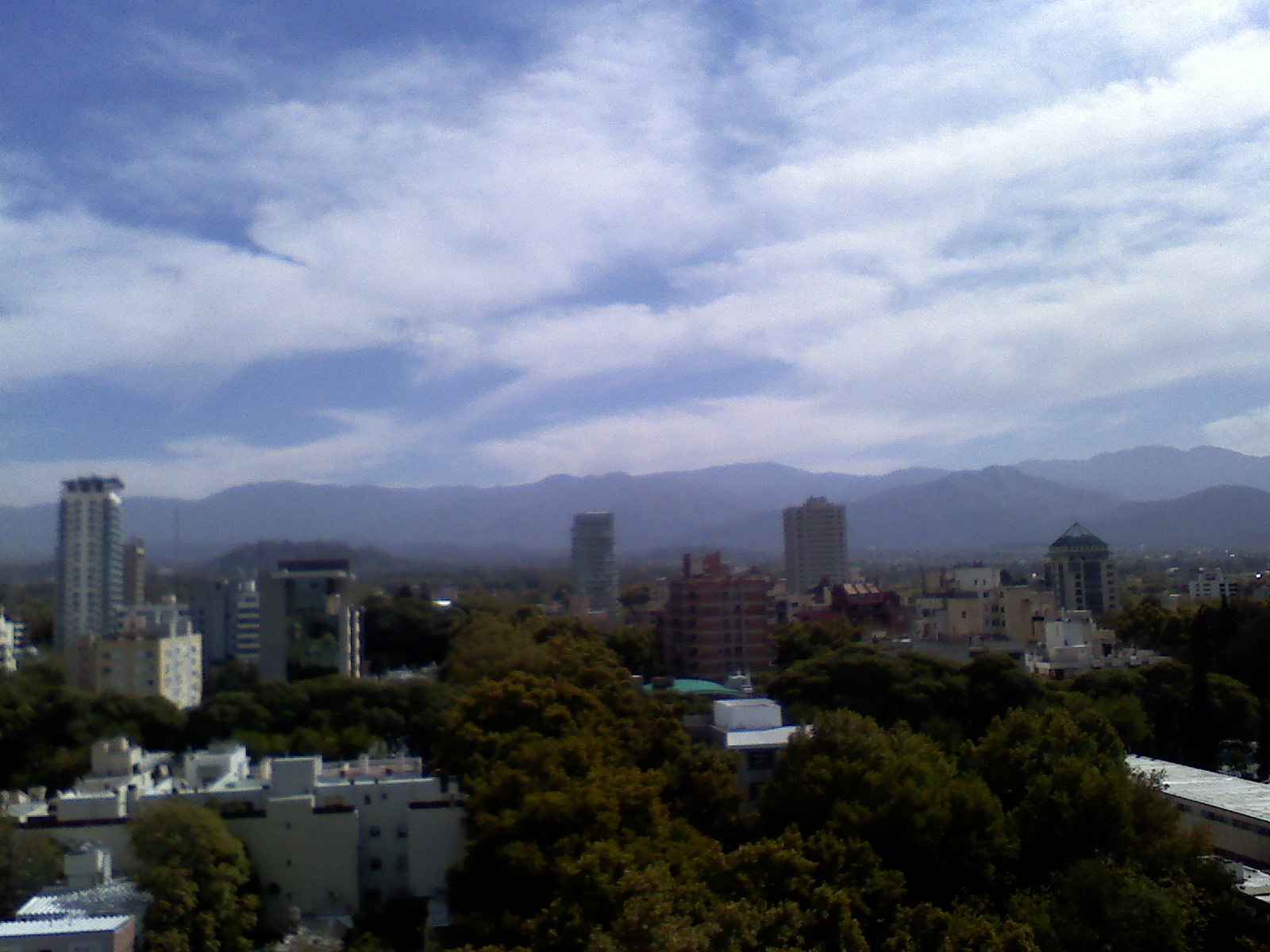
Tunuyán (2011)

- Daniel Morón (* 1959), Fußballspieler
- Sebastián Pol (* 1988), Fußballspieler